# Fallen Angel of Doom
Fallen Angel of Doom (с англ. — «Падший Ангел Погибели») — дебютный студийный альбом канадской блэк-метал группы Blasphemy, выпущенный в августе 1990 года на лейбле Wild Rags. Альбом считается одним из самых влиятельных для стиля war metal (также известного как war black metal или bestial black metal).

## Отзывы критиков
Журнал Kerrang! назвал альбом классическим. Херр Мёллер из metal.de пишет, что альбом впечатляет бескомпромиссностью и прямолинейностью.

## Список композиций
| №                   | Название                          | Длительность |
| ------------------- | --------------------------------- | ------------ |
| 1.                  | «Winds of the Black Godz (Intro)» | 1:20         |
| 2.                  | «Fallen Angel of Doom»            | 3:40         |
| 3.                  | «Hording of Evil Vengeance»       | 2:22         |
| 4.                  | «Darkness Prevails»               | 3:32         |
| 5.                  | «Desecration»                     | 2:27         |
| 6.                  | «Ritual»                          | 3:18         |
| 7.                  | «Weltering in Blood»              | 2:27         |
| 8.                  | «Demoniac»                        | 2:45         |
| 9.                  | «Goddess of Perversity»           | 4:28         |
| 10.                 | «The Desolate One (Outro)»        | 3:53         |
| Общая длительность: | Общая длительность:               | 30:12        |

## Участники записи
- Caller of the Storms — соло-гитара
- Traditional Sodomizer of the Goddess of Perversity — ритм-гитара, бэк-вокал
- Nocturnal Grave Desecrator and Black Winds — бас-гитара, вокал
- 3 Black Hearts of Damnation and Impurity — ударные

## История выпуска
| Регион     | Дата             | Лейбл        | Формат        | Номер в каталоге |
| ---------- | ---------------- | ------------ | ------------- | ---------------- |
| Нидерланды | 1990             | Wild Rags    | LP, CD, CS    | WRR019           |
| США        | 1990             | Wild Rags    | LP, CD, CS    | WRR019           |
| 2007       | Nuclear War Now! | LP, 2xLP, CD | ANTI-GOTH 069 |                  |
| 2015       | Nuclear War Now! | LP, CD       | ANTI-GOTH 069 |                  |
| 2015       | Ross Bay Cult    | LP, CD       | Command 008   |                  |